# Konsul (Rom)
Konsul (latin consul) var titeln på den romerska republikens två likställda högsta ämbetsmän. De hade den högsta verkställande makten i riket. Konsulerna avlöste, enligt traditionen, kungen Tarquinius Superbus vid monarkins fall år 509 f.Kr.

## Ämbetet
Till konsul kunde endast väljas den som hade tidigare erfarenhet genom att ha varit praetor, edil,  folktribun eller innehaft annat ämbete. Två konsuler valdes för att samregera under ettårsperioder. De utövade sin makt varannan månad och benämndes den månaden consul maior. Konsulerna var ordförande i senaten och folkförsamlingen, och de var högsta befälhavare i krig. Deras namn användes för datering av det året de tjänstgjorde. En före detta konsul bar titeln prokonsul. Efter ämbetstiden som konsul utsågs ofta prokonsuln till ståthållare över en romersk provins. Ifall en konsul inte kunde fullfölja sin ämbetsperiod tillsattes en ersättare, som kallades consul suffectus
Symboler för konsulatet var den särskilda ämbetsstolen (sella curulis), ämbetsdräkten (toga praetexta) och även de spöknippen (fasces), som konsulernas livvakter liktorerna bar.

## Historia
Till en början kunde endast patricier väljas; från 365 f.Kr. även plebejer. Efter att mer specialiserade ämbeten skapats i samband med Roms administrations utökning avträddes mycket av konsulernas civila uppgifter, men den militära befogenheten kvarstod.
Rollen som konsul tappade mycket av sin politiska relevans efter att Augustus tagit över som kejsare och Roms period som republik ersattes med kejsardömet. Från och med Augustus började ämbetsåret även delas upp i mindre delar, ibland bara två månader, och i dessa fall var det årets två första konsuler som namngav året.
Rollen levde kvar ända tills Diocletianus förändrade det politiska styret i Rom och skilde på rollerna som militär ledare och administrativt ansvarig.[källa behövs] Efter Arcadius delning av romarriket i två halvor år 395 e.Kr. tillsattes den ene konsuln i Konstantinopel. Titeln konsul utdelades ibland av påvedömet efter det Västromerska rikets fall, bland annat erbjöd påve Gregorius III konsulatet till Karl Martell år 739, och Leo IV gjorde den då fyraårige Alfred den store till konsul när denne skickats till Rom. I Östromerska riket avskaffades konsulämbetet av kejsar Leo VI år 887.

## Romerska republikens konsuler
Listans äldre del sågs redan av historieskrivaren Livius (död år 17 e.Kr.) som osäker, och dagens historieskrivning ifrågasätter om det alls fanns några konsuler under republikens första tid.
- År 509 f.Kr. - Lucius Junius Brutus och Lucius Tarquinius Collatinus
- År 509 f.Kr. - Publius Valerius Publicola, Spurius Lucretius Tricipitinus, Marcus Horatius Pulvillus
- År 508 f.Kr. - Titus Lucretius Tricipitinus och Publius Valerius Publicola
- År 507 f.Kr. - Publius Valerius Publicola och Marcus Horatius Pulvillus
- År 506 f.Kr. - Spurius Larcius Rufus och Titus Herminius Aquilinus
- År 505 f.Kr. - Marcus Valerius Volusi och Publius Postumius Tubertus
- År 504 f.Kr. - Publius Valerius Publicola och Titus Lucretius Tricipitinus
- År 503 f.Kr. - Agrippa Menenius Lanatus och Publius Postumius Tubertus
- År 502 f.Kr. - Opiter Verginius Tricostus och Spurius Cassius Vecellinus
- År 501 f.Kr. - Postumius Cominius Auruncus och Titus Larcius Flavus
- År 500 f.Kr. - Manius Tullius Longus och Servius Sulpicius Camerinus Cornutus
- År 499 f.Kr. - Titus Aebutius Helva och Gaius Veturius Geminus Cicurinus
- År 498 f.Kr. - Titus Larcius Flavus och Quintus Cloelius Siculus
- År 497 f.Kr. - Aulus Sempronius Atratinus och Marcus Minucius Augurinus
- År 496 f.Kr. - Aulus Postumius Albus Regillensis och Titus Verginius Tricostus Caeliomontanus
- År 495 f.Kr. - Appius Claudius Sabinus Inregillensis och Publius Servilius Priscus
- År 494 f.Kr. - Aulus Verginius Tricostus Caeliomontanus och Titus Veturius Geminus Cicurinus
- År 493 f.Kr. - Postumius Cominius Auruncus och Spurius Cassius Vecellinus
- År 492 f.Kr. - Titus Geganius Macerinus och Publius Minucius Augurinus
- År 491 f.Kr. - Aulus Sempronius Atratinus och Marcus Minucius Augurinus
- År 490 f.Kr. - Spurius Larcius Flavius och Quintus Sulpicius Camerinus Cornutus
- År 489 f.Kr. - Gaius Iulius Iullus och Publius Pinarius Mamercinus Rufus
- År 488 f.Kr. - Spurius Nautius Rutilus och Sextus Furius
- År 487 f.Kr. - Titus Sicinius Sabinus och Gaius Aquillius Tuscus
- År 486 f.Kr. - Spurius Cassius Vecellinus och Proculus Verginius Tricostus Rutilus
- År 485 f.Kr. - Servius Cornelius Maluginensis Cossus och Quintus Fabius Vibulanus
- År 484 f.Kr. - Lucius Aemilius Mamercus och Kaesio Fabius Vibulanus
- År 483 f.Kr. - Marcus Fabius Vibulanus och Lucius Valerius Potitus
- År 482 f.Kr. - Quintus Fabius Vibulanus och Gaius Julius Iullus
- År 481 f.Kr. - Kaesio Fabius Vibulanus och Spurius Furius Medullinus Fusus
- År 480 f.Kr. - Marcus Fabius Vibulanus och Gnaeus Manlius Cincinnatus
- År 479 f.Kr. - Kaesio Fabius Vibulanus och Titus Verginius Tricostus Rutilus
- År 478 f.Kr. - Lucius Aemilus Mamercus II och Gaius Servilus Structus Ahala
- År 477 f.Kr. - Gaius Horatius Pulvillus och Titus Menenius Lanatus
- År 476 f.Kr. - Aulus Verginius Tricostus Rutilus och Spurius Servilius Priscus
- År 475 f.Kr. - Publius Valerius Publicula och Gaius Nautius Rutilus
- År 474 f.Kr. - Lucius Furius Medullinus och Aulus Manlius Vulso
- År 473 f.Kr. - Lucius Aemilius Mamercus III och Gaius Julius Iullus
- År 472 f.Kr. - Lucius Pinarius Mamercinus Rufus och Publius Medullinus Fusus
- År 471 f.Kr. - Appius Claudius Crassus och Titus Quinctius Capitolinus Barbatus

(...)
- År 100 f.Kr. - Gaius Marius och Lucius Valerius Flaccus
- År 99 f.Kr. - Marcus Antonius Orator och Aulus Postumius Albinus
- År 98 f.Kr. - Quintus Caecilius Metellus Nepos och Titus Didius
- År 97 f.Kr. - Gnaeus Cornelius Lentulus och Marcus Licinius Crassus
- År 96 f.Kr. - Gaius Cassius Longinus och Gnaeus Domitius Ahenobarbus
- År 95 f.Kr. - Quintus Mucius Scævola och Lucius Licinius Crassus
- År 94 f.Kr. - Gaius Coelius Caldus och Lucius Domitius Ahenobarbus
- År 93 f.Kr. - Gaius Valerius Flaccus och Marcus Herennius
- År 92 f.Kr. - Gaius Claudius Pulcher och Marcus Perperna
- År 91 f.Kr. - Sextus Julius Caesar och Lucius Marcius Philippus
- År 90 f.Kr. - Lucius Julius Caesar och Publius Rutilius Lupus
- År 89 f.Kr. - Gnaeus Pompeius Strabo och Lucius Porcius Cato
- År 88 f.Kr. - Lucius Cornelius Sulla och Quintus Pompeius Rufus
- År 87 f.Kr. - Lucius Cornelius Cinna och Gnaeus Octavius
- År 86 f.Kr. - Lucius Cornelius Cinna och Gaius Marius
- År 85 f.Kr. - Lucius Cornelius Cinna och Gnaeus Papirius Carbo
- År 84 f.Kr. - Lucius Cornelius Cinna och Gnaeus Papirius Carbo
- År 83 f.Kr. - Lucius Cornelius Scipio Asiaticus och Gaius Norbanus
- År 82 f.Kr. - Gnaeus Papirius Carbo och Gaius Marius
- År 81 f.Kr. - Gnaeus Cornelius Dolabella och Marcus Tullius Decula
- År 80 f.Kr. - Lucius Cornelius Sulla och Quintus Caecilius Metellus Pius
- År 79 f.Kr. - Appius Claudius Pulcher och Publius Servilius Vatia Isauricus
- År 78 f.Kr. - Marcus Aemilius Lepidus och Quintus Lutatius Catulus
- År 77 f.Kr. - Mamercus Aemilius Lepidus Livianus och Decimus Junius Brutus
- År 76 f.Kr. - Gnaeus Octavius och Gaius Scribonius Curio
- År 75 f.Kr. - Gaius Aurelius Cotta och Lucius Octavius
- År 74 f.Kr. - Marcus Aurelius Cotta och Lucius Licinius Lucullus
- År 73 f.Kr. - Gaius Cassius Longinus och Marcus Terentius Varro Lucullus
- År 72 f.Kr. - Gnaeus Cornelius Lentulus Clodianus och Lucius Gellius Publicola
- År 71 f.Kr. - Publius Cornelius Lentulus Sura och Gnaeus Aufidius Orestes
- År 70 f.Kr. - Gnaeus Pompejus Magnus och Marcus Licinius Crassus
- År 69 f.Kr. - Quintus Hortensius Hortalus och Quintus Caecilius Metellus Creticus
- År 68 f.Kr. - Caecilius Metellus och Quintus Marcius Rex
- År 67 f.Kr. - Gaius Calpurnius Piso och Manius Acilius Glabrio
- År 66 f.Kr. - Manius Aemilius Lepidus och Lucius Volcacius Tullus
- År 65 f.Kr. - Lucius Aurelius Cotta och Lucius Manlius Torquatus
- År 64 f.Kr. - Lucius Julius Caesar och Gaius Marcius Figulus
- År 63 f.Kr. - Marcus Tullius Cicero och Gaius Antonius Hybrida
- År 62 f.Kr. - Decimus Junius Silanus och Lucius Licinius Murena
- År 61 f.Kr. - Marcus Pupius Piso Frugi Calpurnianus och Marcus Valerius Messalla Niger
- År 60 f.Kr. - Quintus Caecilius Metellus Celer och Afranius
- År 59 f.Kr. - Gaius Julius Caesar och Calpurnius Bibulus
- År 58 f.Kr. - Lucius Calpurnius Piso Caesoninus och Aulus Gabinius
- År 57 f.Kr. - Publius Cornelius Lentulus Spinther och Quintus Caecilius Metellus Nepos
- År 56 f.Kr. - Gnaeus Cornelius Lentulus Marcellinus och Lucius Marcius Philippus
- År 55 f.Kr. - Gnaeus Pompejus Magnus och Marcus Licinius Crassus
- År 54 f.Kr. - Lucius Domitius Ahenobarbus och Appius Claudius Pulcher
- År 53 f.Kr. - Gnaeus Domitius Calvinus och Marcus Valerius Messalla Rufus
- År 52 f.Kr. - Gnaeus Pompejus Magnus och Quintus Caecilius Metellus Pius Scipio Nasica
- År 51 f.Kr. - Servius Sulpicius Rufus och Marcus Claudius Marcellus
- År 50 f.Kr. - Lucius Aemilius Lepidus Paullus och Gaius Claudius Marcellus
- År 49 f.Kr. - Gaius Claudius Marcellus och Lucius Cornelius Lentulus Crus
- År 48 f.Kr. - Gaius Julius Caesar och Publius Servilius Vatia Isauricus
- År 47 f.Kr. - Quintus Fufius Calenas och Publius Vatinius
- År 46 f.Kr. - Gaius Julius Caesar och Marcus Aemilius Lepidus
- År 45 f.Kr. - Gaius Julius Caesar, Quintus Fabius Maximus, Gaius Trebonius och Gaius Caninius Rebilius
- År 44 f.Kr. - Gaius Julius Caesar, Marcus Antonius och Publius Cornelius Dolabella
- År 43 f.Kr. - Gaius Vibius Pansa Caetronianus och Aulus Hirtius samt Octavianus, Quintus Pedius, Gaius Carrinus och Publius Ventidius Bassus
- År 42 f.Kr. - Marcus Aemilius Lepidus och Lucius Munatius Plancus
- År 41 f.Kr. - Lucius Antonius och Publius Servilius Vatia Isauricus
- År 40 f.Kr. - Gnaeus Domitius Calvinus och Gaius Asinius Pollio
- År 39 f.Kr. - Gaius Calvisius Sabinus och Lucius Marcius Censorinus
- År 38 f.Kr. - Appius Claudius Pulcher och Gaius Norbanus Flaccus
- År 37 f.Kr. - Lucius Caninius Gallus och Marcus Vipsanius Agrippa
- År 36 f.Kr. - Marcus Cocceius Nerva och Lucius Gellius Publicola
- År 35 f.Kr. - Lucius Cornificius och Sextus Pompeius
- År 34 f.Kr. - Marcus Antonius och Lucius Scribonius Libo
- År 33 f.Kr. - Imperator Caesar Augustus och Lucius Volcatius Tullus
- År 32 f.Kr. - Gnaeus Domitius Ahenobarbus och Gaius Sosius
- År 31 f.Kr. - Imperator Caesar Augustus och Marcus Valerius Messalla Corvinus